# Angelika Zöllner

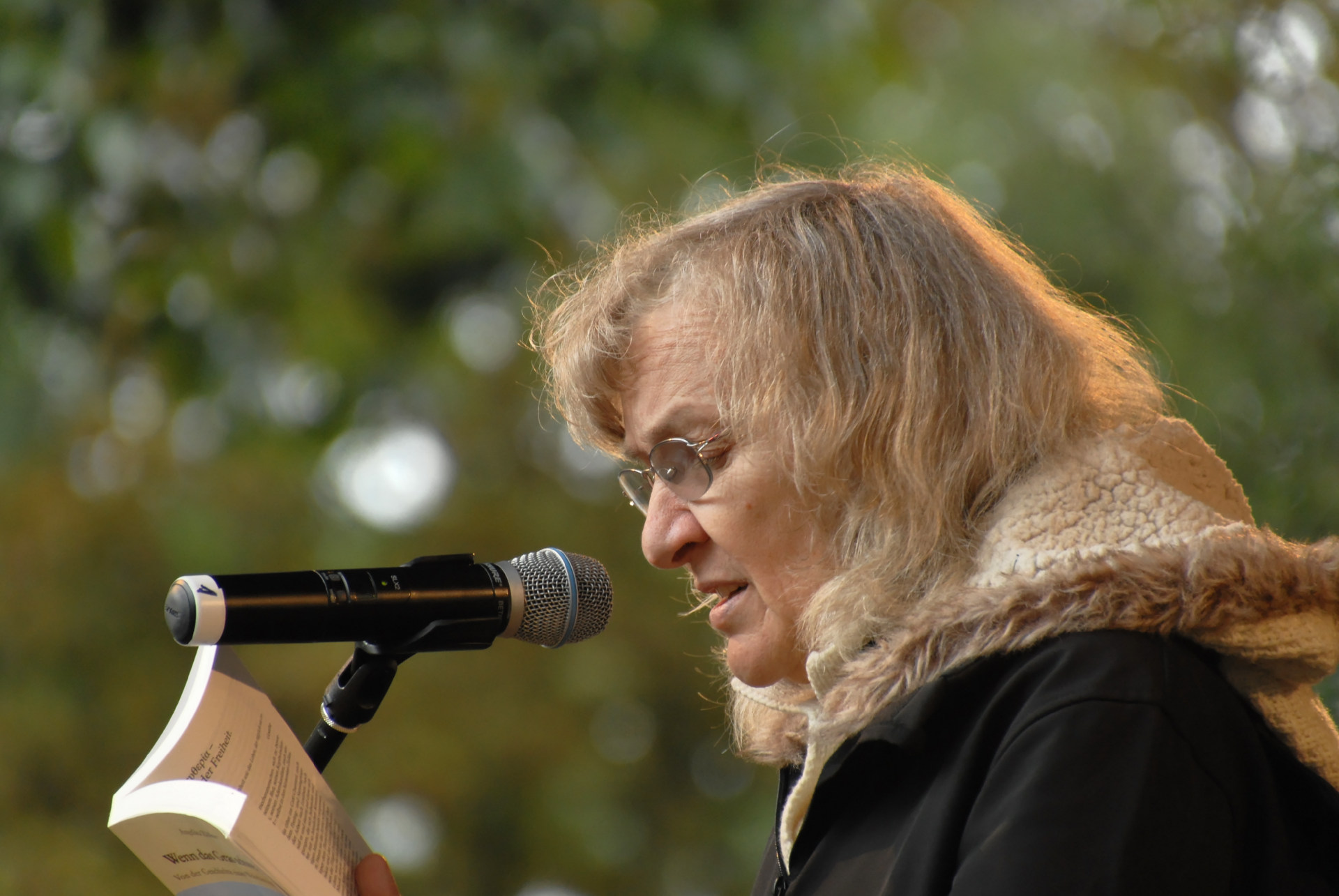
Angelika Zöllner bei einer Lesung (2015)

Angelika Zöllner (* 16. Oktober 1948 als Angelika Trapp in Wiesbaden) ist eine deutsche Schriftstellerin.

## Leben
Angelika Zöllner wuchs auf im Rheingau und in Frankfurt am Main. Sie besuchte die Freie Waldorfschule Frankfurt, an der sie die Reifeprüfung ablegte. Anschließend absolvierte sie eine Ausbildung zur Sozialarbeiterin und arbeitete in diesem Beruf u. a. mit Obdachlosen und in der Bewährungshilfe, später auch als Tagesmutter. Sie ist seit 1974 verheiratet und hat fünf Kinder. Seit 1980 lebt sie in Wuppertal.
Angelika Zöllner ist Verfasserin von Prosa und Lyrik. Seit Januar 2006 beschäftigt sie sich auch mit künstlerischer Fotografie. Angelika Zöllner ist Mitglied des Verbands Deutscher Schriftsteller, der Interessengemeinschaft Deutschsprachiger Autoren und der GEDOK.

## Auszeichnungen
Sie erhielt neben diversen Stipendien – fünfmal in Griechenland (Literaturcenter Rhodos) und einmal in der Slowakei (Literaturhaus Piestany) – u. a. folgende Preise:
- 2015 Arbeitsstipendium Rhodos / Int. Literaturcenter
- 2015 Zusatzpreis mit der Geschichte 'Istanbul - ein Karussell'. www.literaturpodium.de - Berlin/Gosen.
- 2013 2. Platz (Lyrik) - Spezialaufgabe Thema 'Freundschaft' - Literaturposdium Berlin/Gosen.
- 2013 Juni - Sonderpreis beim großen Joker-Lyrikwettbewerb mit 'kinderkarussell'
- 2013 7. Preis mit dem Gedicht 'manchmal - am meer' (aus ca. 1500 Gedichten), Literaturpodium Berlin/Gosen
- 2012 2. Preis zum Thema 'Begegnungen' (Prosa) - Literaturpodium Berlin
- 2011 Arbeitsstipendium in Rhodos, Literaturcenter
- 2010 3. Wolfgang Windeckerpreis - Lyrik. Alfeld
- 2010 Brandenburgischer Anerkennungspreis (Lyrik)
- 2010 1. Preis beim Wettbewerb 'soziale Balance' mit der Geschichte 'A 46' – Veranstalter, www.literaturpodium.de
- 2010 Sonderpreis für das Friedensgedicht 'Ausländer' bei über 700 Beiträgen – Wettbewerb 'Träume und Taten' – literaturpodium
- 2010 3. Preis des Literaturpodiums mit der Geschichte 'Weihnachten ist für alle'.
- 2009 Preisträgerin des Kulturforums Berlin, der dt. Friedensgesellschaft, der deutsch-poln. Gesellschaft und der Autorengemeinschaft 'Fensterblick' mit Friedensgedichten.
- 2009 Dreimal 'Gedicht des Monats' und nach einem Jahr den ersten Platz mit dem Gedicht 'Frieden'. Künstler voten für den Frieden: friedensblog
- 2000 1. Preis Freudenstädter Lyriktage (wurde wieder abgesprochen, da wegen Sommerurlaub nicht erreichbar).
- 1998 1. Platz Wettbewerb: Mensch und Natur: Literaturcafé Wesel, Lyrik (700 Einsendungen)
- 1997 A. u A. Launhardt Gedächtnispreis, 3, Platz, Lyrik
- 1996 Teilnahme an der Endausscheidung, Platz 6, des Münchner Haidhauser Werkstattpreises, Lyrik
- 1996 Teilnahme an der bundesweiten Ausstellung der Gedok:Wir begegnen uns für kurze Zeit, Wanderausstellung bildende Kunst, Graphik, Lyrik.
- 1996 Finalistin mit Liebesgedichten bei über 7400 Einsendungen – Wettbewerb Gedok, Rhein Main Ts, Wiesbaden.
- 1995 2. Platz d. Bergischen Top Magazin, Prosa.
- 1995 Teilnahme mit Texten (bundesweit ausgeschrieben) an der Bundestagung der Gedok
- 1993 Teilnahme an der Endausscheidung der Wuppertaler Literaturtage mit magersüchtig, Prosa
- 1989 1. Preis eine Story f. Köln, Prosa, Colonia Con.
- 1987 1. Preis des Lyrischen Oktober, Edition Czernik.
- 1986 Internationaler AWMM-Preis Luxemburg für den ersten Gedichtband 'wenn Helligkeit kostbar wird'; Lyrik

## Werke
- Wenn Helligkeit kostbar wird, Rosenheim 1986
- Scherben und Federkleid, Loßburg/Schwarzwald 1988
- Genesung ist wie der Duft einer frischen Blume, Wuppertal [u. a.] 1994
- Das dahinfließende Licht über den Nächten, Alfeld 1997
- Das rote Haus, Plön 1998
- Granatapfelzeit, Münster 2004
- Erneuerte Wiederauflage m. Fotos: Scherben und Federkleid, Arlesheim 2008.
- Der Widerschein des Todes, Gedichte in Deutsch und Englisch, eigene Fotos, Arlesheim 2008
- Das rote Haus erscheint auf Slowenisch (Übersetzung: Alenka Novak), Verlag Celjska Mohorjeva Družba, Ljubljana 2014.
- leichtsinnsfeuer.ein poesiealbum. Ein Dialog über die Liebe in Wort und Bild (/Lyrik) mit Daniela Baumann, www.epubli.de 2014
- Wenn das Gras schweigt, von der Geschichte eines Wahrheitssuchers (philosophischer Roman), Beggerow Verlag, Berlin 2015
- Übersetzung eines slowakischen Theaterstücks: Krichen, der Unsterbliche von Eva Maliti-Franova. Ein Teil des Stückes wurde 2007 in der Zeitschrift Theater der Zeit veröffentlicht.